# Dichromodes uniformis
Dichromodes uniformis är en fjärilsart som beskrevs av Max Joseph Bastelberger 1907. Dichromodes uniformis ingår i släktet Dichromodes och familjen mätare. Inga underarter finns listade i Catalogue of Life.